# Leo McCarey
Leo McCarey (3. října 1898 Los Angeles – 5. července 1969 Santa Monica) byl americký režisér, producent a scenárista. Za režii snímků The Awful Truth (1937) a Farář u svatého Dominika (1944) získal Oscara za nejlepší režii. Za posledně jmenovaný film též obdržel Oscara za nejlepší původní příběh. Mezi jeho další známé filmy patří Kachní polévka (1933), Zvony od svaté Marie (1945) a Nezapomenutelná láska (1957)
V roce 1969 zemřel na chronickou obstrukční plicní nemoc.